# Centre Loewenberg

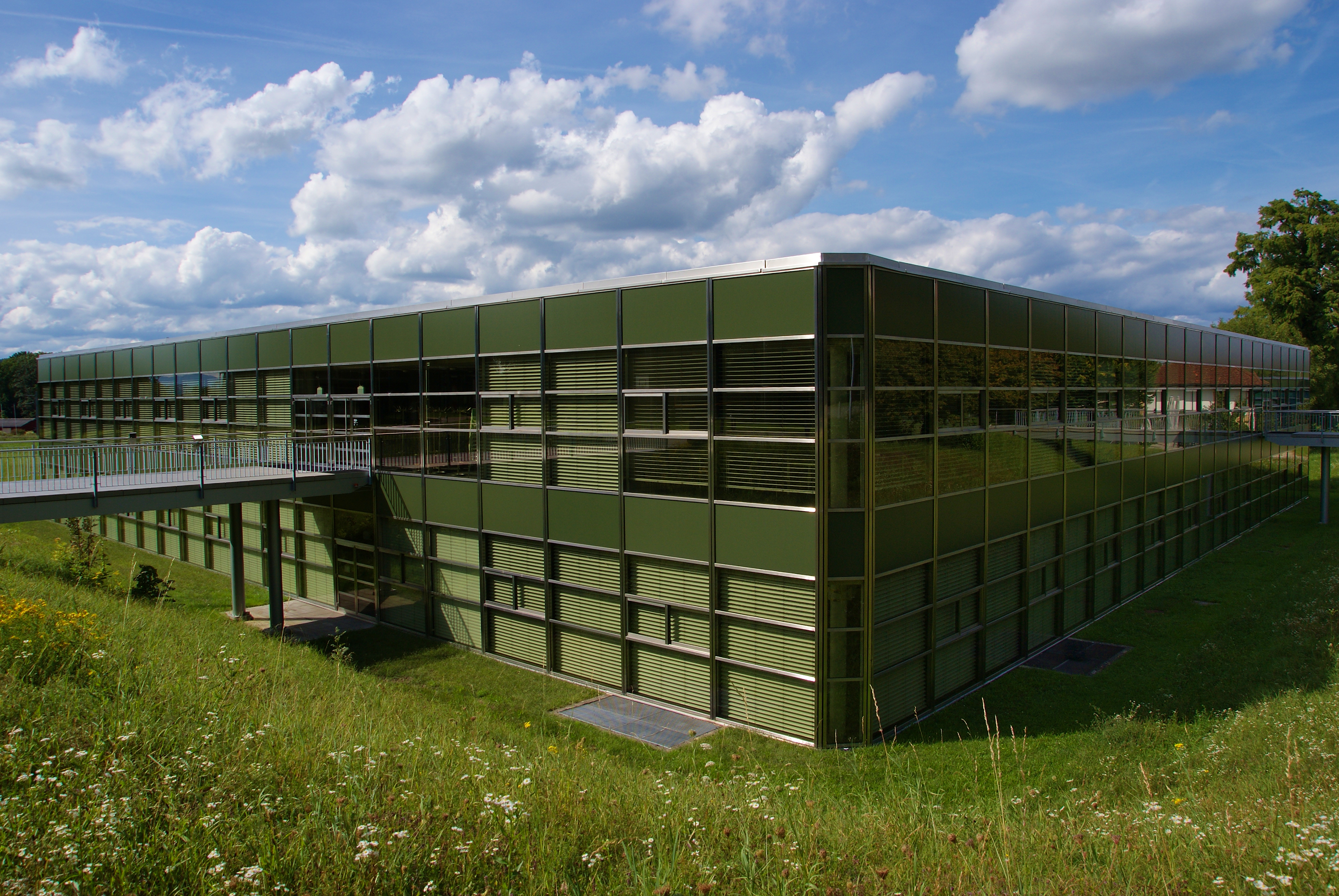
Hauptgebäude des Centre Loewenberg.

Das Centre Loewenberg ist ein Ausbildungszentrum der Schweizerischen Bundesbahnen bei Murten im Schweizer Kanton Freiburg. Es befindet sich auf dem Gut von Schloss Löwenberg, einem historischen Landsitz. Es wurde 1983 eröffnet und bietet verschiedene bahnspezifische Ausbildungsanlagen sowie Räumlichkeiten und Infrastruktur für Schulungen und Konferenzen. Erbaut unter der Federführung von Fritz Haller, stellt es eines der Hauptwerke der Solothurner Schule dar.

## Geschichte

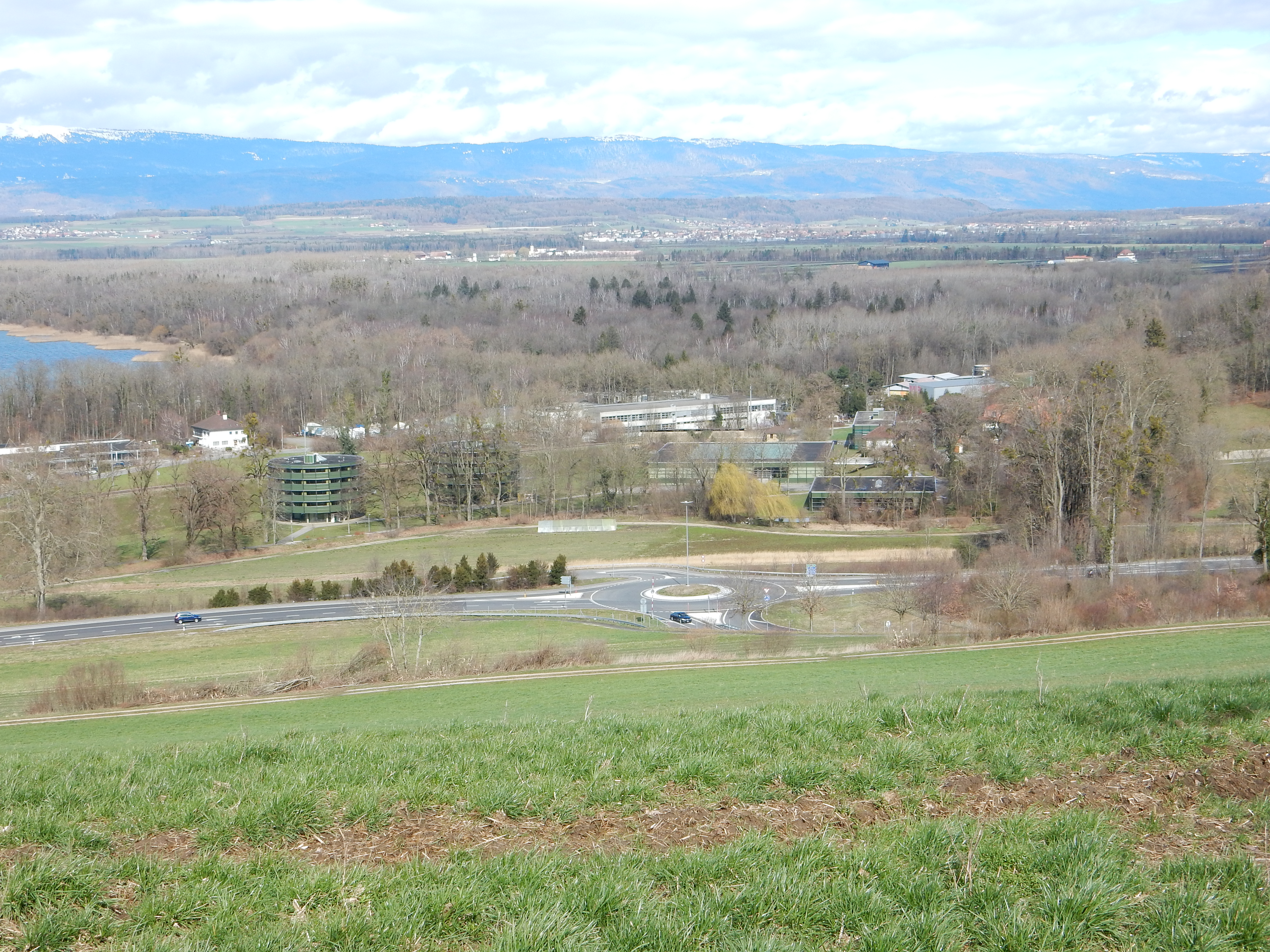
Das Areal des Centre Loewenberg in der Nähe des Murtensees

Nach dem Kauf des Areals 1973 schrieben die SBB einen Architekturwettbewerb für die Zusammenführung der Ausbildungseinrichtungen an einem zentralen Ort aus. Der Wettbewerb wurde bis 1977 in drei Stufen durchgeführt und erhielt in der Fachwelt grosse Beachtung. Unter den 186 Entwürfen, die für die erste Stufe eingereicht wurden, befand sich auch ein Projekt des Architekturbüros Barth und Zaugg aus Aarau. Als sich das Team für die zweite Stufe qualifiziert hatte, kam Fritz Haller dazu, unter dessen Leitung das Projekt mehrfach überarbeitet und umgestaltet wurde. Der Bau begann 1980 und wurde 1984 abgeschlossen. Die Eröffnung fand 1983 statt. 2003 wurden die Wohnpavillons saniert und modernisiert. In den Jahren 2009 und 2010 wurde schliesslich ein weiteres Schulungsgebäude errichtet, um dem gestiegenen Platzbedarf gerecht zu werden. Im Mai 2017 wurde das Gelände verkauft und von den SBB langfristig zurückgemietet.

## Gebäude und Architektur

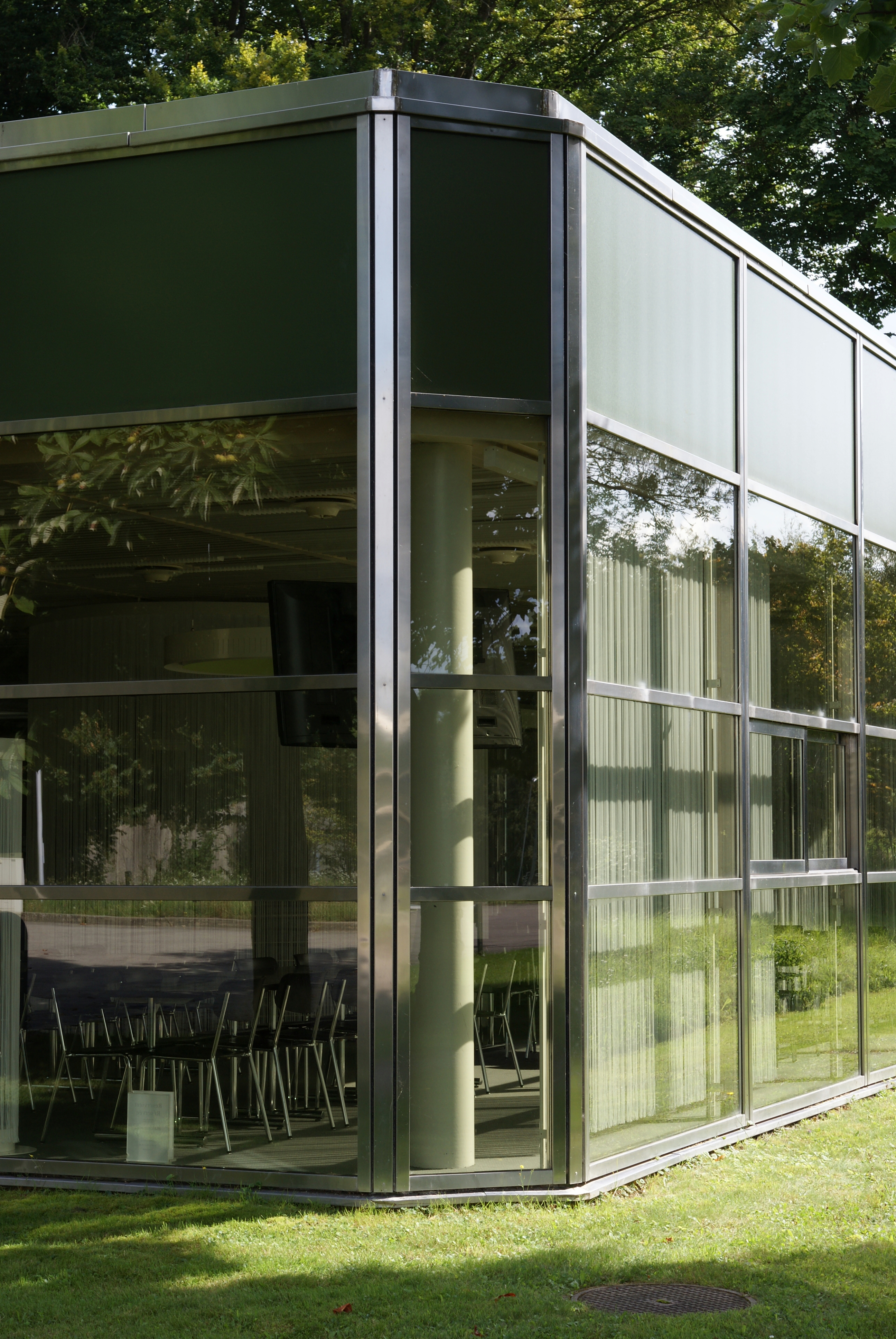
Ecklösung des Bausystems Midi am Restaurantgebäude von Centre Loewenberg.

Das gesamte Ausbildungszentrum besteht aus Hauptgebäude (ursprünglich Schulgebäude genannt), zwei Wohntürmen, Restaurantpavillon, Werkstattgebäude sowie zusätzlichem Schulungsgebäude. Die Räumlichkeiten von Schloss Löwenberg werden dabei ebenfalls teilweise für Kurse genutzt. Bereits während des Wettbewerbs wurde das Projekt von Haller, Barth und Zaugg für seine lockere Anordnung und den Landschaftsbezug gelobt. Das Hauptgebäude beispielsweise ist zwar zweigeschossig, aber abgesenkt, damit der Blick vom und zum Herrenhaus frei bleibt. Die Hauptachse des Ausbildungszentrums und die alte Lindenallee von Schloss Löwenberg schneiden sich rechtwinklig. Die runden Wohnpavillons verhindern dabei die Bildung einer zweiten, diagonalen Geländeachse. Alle Gebäude sind zudem dunkelgrün gestrichen, um zwischen den Bäumen nicht zu stark aufzufallen.
In Löwenberg hat Fritz Haller das Bausystem Midi und das Gebäudetechniksystem Armilla aufeinander abgestimmt und zur Produktionsreife gebracht. Es standen weniger die Einsparungen durch Vorproduktion im Zentrum, als eher der Nachweis einer breiten Anwendbarkeit. Die Rasterung des Systems und die Beschränkung auf wenige Etagen führt zu einer prinzipiell beliebig ausdehnbaren Gebäudefläche. Im Hauptgebäude dringt durch transparente Bänder und Lamellendecke viel Tageslicht ein, was auch in den zentralen Abschnitten für gute Lichtverhältnisse sorgt. Die regelmässig angeordneten Stahlstützen und die darauf angebrachten Fachwerkträger sorgen zusammen mit der leichten Glasfassade für eine grosse Vielfalt an räumlichen Möglichkeiten. Dies entspricht Fritz Hallers Idee, Gebäude mit den gleichen Grundstrukturen für verschiedene Verwendungszwecke zu bauen. Tatsächlich wurden im Verlauf der Nutzung im Hauptgebäude zahlreiche Räume neu aufgeteilt. Die spezielle Ecklösung des Bausystems ist am Restaurantpavillon besonders gut zu sehen. Der Eckpfeiler liegt innerhalb des Gebäudes, die dünne Glasfassade davor. Die Fugen der Fassadenelemente befinden sich auf der Höhe der Pfeilerachsen, eine schmale Abschrägung verbindet die beiden Fassaden. Diese Anordnung ist zu einem Markenzeichen des Midi-Systems geworden.

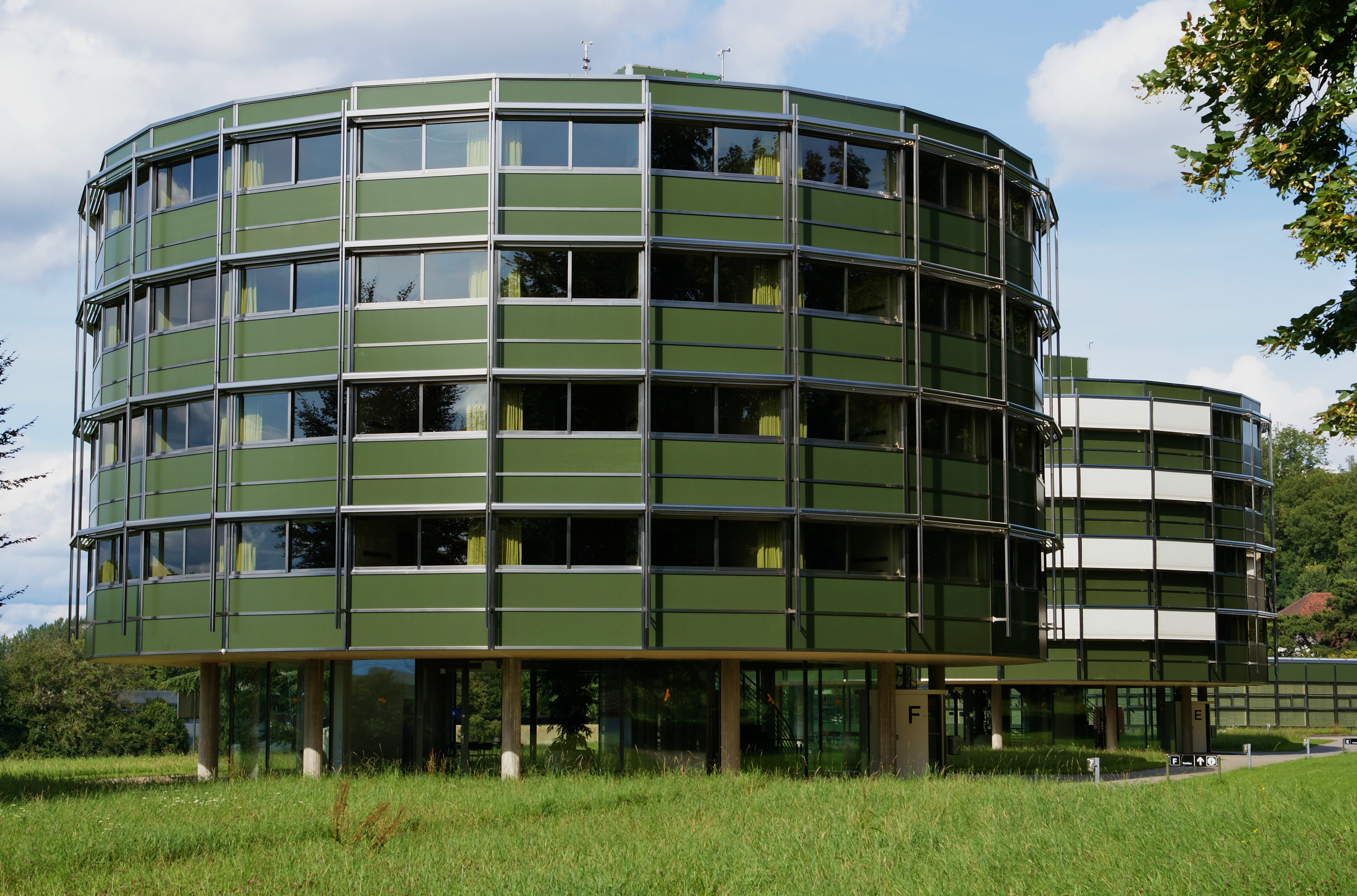
Die beiden Wohntürme des Centre Loewenberg von Südwesten.

Die beiden Wohnpavillons sind für vorbeifahrende Reisende der auffälligste Teil des Ausbildungszentrums. Mit transparentem Erdgeschoss und auskragenden Obergeschossen referenzieren sie die umliegenden Baumgruppen. Im Projektverlauf wurde das Aussehen der Türme mehrfach verändert und überarbeitet. Das bei den anderen Gebäuden verwendete System aus Stahl und Glas wurde hier wegen des runden Grundrisses und der spezifischen Nutzung als Hotelgebäude nicht konsequent umgesetzt.

## Ausbildungsanlagen
Bis zu ihrer Demontage Ende 2018 war die auffälligste Anlage die 1983 fertiggestellte Lehrstellwerkanlage im unteren Geschoss des Hauptgebäudes. Sie diente der Simulation von Abläufen und Problemszenarien des Zugbetriebes sowie der Ausbildung an den Stellwerksystemen. Auf den 900 m Modelleisenbahngeleisen in der Spur H0 in der Nenngrösse H0 im Massstab 1:87, verkehrten handelsübliche Modelleisenbahnzüge mit modifizierten Lokomotiven, die auch von einer erhöhten Kanzel aus gesteuert werden konnten. An den verschiedenen originalen Stellwerksystemen in den Modellbahnhöfen erarbeiteten die Lernenden ihr Handwerk. Die Modelleisenbahn mit Stellwerken wurde vom Verein «Erhalt und Weiterbetrieb der Modellbahnanlage Löwenberg» abgebaut und übernommen, der eigens dafür gegründet wurde. Daneben gibt es viele weitere Instruktions- und Ausbildungsanlagen wie beispielsweise Fahrsimulatoren und Lichtsignalanlagen. Die hinter Glaswänden von aussen einsehbaren Anlagen trug viel zur Ausstrahlung des Ausbildungszentrums bei.